# Philipp Baetzner

Philipp Baetzner, Porträtfoto aus dem Reichstags-Handbuch 1934

Philipp Baetzner, auch Philipp Bätzner (* 15. Mai 1897 in Walddorf; † 10. Januar 1961 in Nagold), war ein deutscher Politiker (NSDAP). Er war von 1933 bis 1945 Mitglied des Reichstags.

## Leben
Baetzner besuchte sieben Jahre lang die Volksschule und absolvierte anschließend eine Lehre zum Schreiner. Zeitgleich besuchte er eine Gewerbeschule. Nach der Gesellenprüfung wurde er im März 1916 zur Feldartillerie eingezogen und war von Juni 1916 bis November 1918 Soldat an der Westfront. Im Februar 1919 wurde er als Gefreiter aus der Armee entlassen. Im Herbst 1919 bestand er die Meisterprüfung als Schreiner. 1920 eröffnete er zusammen mit seinem Bruder eine Schreinerei in Nagold, die 1927 in Konkurs ging. Baetzner war seit 1922 verheiratet; aus der Ehe gingen drei Kinder hervor.
Baetzner gehörte vermutlich zu den ersten Mitgliedern der im Frühsommer 1923 gegründeten NSDAP-Ortsgruppe in Nagold. Nach dem NSDAP-Verbot trat er der Partei zum 8. August 1927 (Mitgliedsnummer 65.883) erneut bei. Im gleichen Jahr gründete er die SA in Nagold. Ende der 1920er Jahre war Baetzner als NSDAP-Bezirksleiter für die Oberämter Freudenstadt, Herrenberg, Horb sowie Nagold zuständig. 1928 wurde er in den Gemeinderat von Nagold gewählt und war damit das erste württembergische NSDAP-Mitglied mit einem kommunalpolitischen Mandat. Am 24. April 1932 wurde Baetzner Mitglied des württembergischen Landtages.
Nach der Machtübertragung an die Nationalsozialisten beteiligte sich Baetzner 1933 als Unterkommissar an der Verfolgung von Regimegegnern in den Oberämtern Calw, Freudenstadt, Nagold und Neuenbürg. Im November 1933 erhielt er für den Wahlkreis 31 ein Mandat im nationalsozialistischen Reichstag, dem er bis 1945 angehörte. Zwischen 1933 und 1937 war Baetzner nebenamtlicher Kreisleiter der NSDAP in Nagold. Nach der Zusammenlegung der Oberämter Calw und Nagold wechselte er im Juni 1937 in die Kreisleitung Horb und übernahm 1943 nach der Ablösung des Kreisleiters Wurster zusätzlich den Kreis Calw. Am 1. Mai 1937 wurde er zum SA-Standartenführer befördert. Vom 1. April 1933 bis März 1939 war Baetzner Präsident der Handwerkskammer von Reutlingen. Mitte der 1930er Jahre wurde er Landeshandwerksmeister für Württemberg. Am 18. Februar 1939 wurde er Präsident der Handwerkskammer Stuttgart, außerdem Leiter der Handwerkskammerabteilung der Wirtschaftskammer Württemberg und Hohenzollern in Stuttgart. Von 1943 bis 1945 war er Gauhandwerksmeister für den Gau Württemberg-Hohenzollern.
Bei Kriegsende floh Baetzner über das Allgäu nach Vorarlberg. Dort wurde er von französischen Truppen gefangen genommen; bis Herbst 1948 befand sich Baetzner in Haft. Im Juni 1948 wurde er vom Landgericht Rottweil als Rädelsführer bei den Novemberpogromen 1938 zu 18 Monaten Gefängnis verurteilt. Nach Feststellungen des Gerichts hatte Baetzner die Befehle für die Schändung der Synagogen in Rexingen und Mühringen erteilt. Zudem hatte er am 10. November mit einer Rede in Horb SA-Mitglieder zu weiteren Ausschreitungen angestachelt, die daraufhin die Synagoge in Baisingen verwüsteten. In der Entnazifizierung wurde Baetzner im März 1950 in die Gruppe II („Belasteter“) eingestuft. Nach der Haftentlassung zog er nach Nagold. Dort ging Baetzner, der seit Sommer 1945 verwitwet war, eine zweite Ehe ein.